# Campionati europei di atletica leggera 2012 - Lancio del disco maschile
Il lancio del disco maschile ai Campionati europei di atletica leggera 2012 si è svolto il 29 e 30 giugno 2012 all'Olympiastadion di Helsinki.

## Podio
| Pos.    | Atleta         | Nazionalità | Misura  |
| ------- | -------------- | ----------- | ------- |
| Oro     | Robert Harting | Germania    | 68,30 m |
| Argento | Gerd Kanter    | Estonia     | 66,53 m |
| Bronzo  | Rutger Smith   | Paesi Bassi | 64,02 m |

## Record
Prima di questa competizione, il record del mondo (RM), il record europeo (EU) ed il record dei campionati (RC) sono i seguenti:
| Record                | Prestazione | Atleta                     | Data                                       | Competizione                                |
| --------------------- | ----------- | -------------------------- | ------------------------------------------ | ------------------------------------------- |
| Record mondiale       | 74,08 m     | Jürgen Schult Germania Est | 6 giugno 1986 Neubrandenburg, Germania Est |                                             |
| Record europeo        | 74,08 m     | Jürgen Schult Germania Est | 6 giugno 1986 Neubrandenburg, Germania Est |                                             |
| Record dei campionati | 68,83 m     | Róbert Fazekas Ungheria    | 11 agosto 2002 Monaco, Germania            | Campionati europei di atletica leggera 2002 |

## Programma
| Data           | Ora   | Turno                   |
| -------------- | ----- | ----------------------- |
| 29 giugno 2012 | 09:00 | Qualificazioni gruppo A |
| 29 giugno 2012 | 10:15 | Qualificazioni gruppo B |
| 30 giugno 2012 | 19:10 | Finale                  |

## Risultati

### Qualificazioni
Qualificazione: Accedono alla finale gli atleti che ottengono la misura di 66,00 metri o le prime 12 migliori misure.
| Pos. | Gruppo | Atleta                | Nazionalità | 1ª prova | 2ª prova | 3ª prova | Risultato | Note |
| ---- | ------ | --------------------- | ----------- | -------- | -------- | -------- | --------- | ---- |
| 1    | B      | Mario Pestano         | Spagna      | 62,56 m  | 66,27 m  |          | 66,27 m   | Q    |
| 2    | A      | Robert Harting        | Germania    | 64,88 m  | 65,49 m  |          | 65,49 m   | q    |
| 3    | B      | Erik Cadée            | Paesi Bassi | 65,09 m  |          |          | 65,09 m   | q    |
| 4    | B      | Lawrence Okoye        | Regno Unito | 60,31 m  | 64,86 m  |          | 64,86 m   | q    |
| 5    | A      | Gerd Kanter           | Estonia     | 59,08 m  | 63,71 m  | 64,85 m  | 64,85 m   | q    |
| 6    | A      | Frank Casañas         | Spagna      | x        | 64,50 m  | 62,27 m  | 64,50 m   | q    |
| 7    | A      | Robert Urbanek        | Polonia     | 60,72 m  | 64,07 m  | 61,18 m  | 64,07 m   | q    |
| 8    | A      | Rutger Smith          | Paesi Bassi | 63,75 m  |          |          | 63,75 m   | q    |
| 9    | B      | Markus Münch          | Germania    | 61,44 m  | 60,95 m  | 62,83 m  | 62,83 m   | q    |
| 10   | B      | Ercüment Olgundeniz   | Turchia     | 62,82 m  | x        | x        | 62,82 m   | q    |
| 11   | A      | Gerhard Mayer         | Austria     | 60,32 m  | 62,35 m  | 60,20 m  | 62,35 m   | q    |
| 12   | B      | Przemyslaw Czajkowski | Polonia     | 61,90 m  | 62,22 m  | 60,22 m  | 62,22 m   |      |
| 13   | A      | Apostolos Parellīs    | Cipro       | 59,80 m  | 61,37 m  | 61,79 m  | 61,79 m   |      |
| 14   | A      | Martin Wierig         | Germania    | 58,08 m  | 61,34 m  | x        | 61,34 m   |      |
| 15   | A      | Mykyta Nesterenko     | Ucraina     | 61,01 m  | 60,64 m  | 61,21 m  | 61,21 m   |      |
| 16   | B      | Märt Israel           | Estonia     | x        | 60,59 m  | 58,31 m  | 60,59 m   |      |
| 17   | A      | Leif Arrhenius        | Svezia      | 58,99 m  | 59,02 m  | 60,49 m  | 60,49 m   |      |
| 18   | B      | Danijel Furtula       | Montenegro  | x        | 60,18 m  | x        | 60,18 m   |      |
| 19   | B      | Mikko Kyyrö           | Finlandia   | 60,16 m  | x        | x        | 60,16 m   |      |
| 20   | B      | Gaute Myklebust       | Norvegia    | 58,16 m  | 59,90 m  | 58,59 m  | 59,90 m   |      |
| 21   | B      | Niklas Arrhenius      | Svezia      | 58,26 m  | x        | 59,02 m  | 59,02 m   |      |
| 22   | A      | Brett Morse           | Regno Unito | x        | x        | 58,71 m  | 58,71 m   |      |
| 23   | A      | Abdul Buhari          | Regno Unito | 58,57 m  | x        | x        | 58,57 m   |      |
| 24   | B      | Oskars Vaisjuns       | Lettonia    | 57,05 m  | 56,06 m  | 58,34 m  | 58,34 m   |      |
| 25   | A      | Giovanni Faloci       | Italia      | 57,31 m  | 57,67 m  | 55,12 m  | 57,67 m   |      |
| 26   | B      | Nikolaj Sedjuk        | Russia      | 55,71 m  | x        | 57,08 m  | 57,08 m   |      |
| 27   | A      | Yeóryios Trémos       | Grecia      | 56,94 m  | x        | x        | 56,94 m   |      |
| 28   | B      | Sergiu Ursu           | Romania     | 56,85 m  | x        | x        | 56,85 m   |      |
| 29   | A      | Andrius Godzius       | Lituania    | x        | 55,80 m  | x        | 55,80 m   |      |
|      | B      | Roland Varga          | Croazia     | x        | x        | x        | NM        |      |
| dq   | B      | Zoltán Kővágó         | Ungheria    | 63,62 m  | x        | 65,99 m  | 65,99 m   | q    |

### Finale
La finale si è svolta a partire dalle 19:10 del 30 giugno 2012 ed è terminata dopo un'ora circa.
| Pos.    | Atleta              | Nazionalità | 1ª prova | 2ª prova | 3ª prova | 4ª prova | 5ª prova | 6ª prova | Misura  | Note |
| ------- | ------------------- | ----------- | -------- | -------- | -------- | -------- | -------- | -------- | ------- | ---- |
| Oro     | Robert Harting      | Germania    | 63,02 m  | 65,80 m  | x        | 68,30 m  | -        | 67,07 m  | 68,30 m |      |
| Argento | Gerd Kanter         | Estonia     | 65,11 m  | x        | 64,32 m  | 64,44 m  | 66,53 m  | 65,47 m  | 66,53 m |      |
| Bronzo  | Rutger Smith        | Paesi Bassi | x        | 61,51 m  | 61,71 m  | 63,97 m  | x        | 64,02 m  | 64,02 m |      |
| 4       | Mario Pestano       | Spagna      | 60,51 m  | 62,26 m  | 62,05 m  | 63,87 m  | x        | x        | 63,87 m |      |
| 5       | Frank Casañas       | Spagna      | 62,29 m  | 63,60 m  | x        | 61,03 m  | x        | 60,69 m  | 63,60 m |      |
| 6       | Robert Urbanek      | Polonia     | 61,96 m  | 62,99 m  | 61,14 m  | 61,84 m  | 60,44 m  | x        | 62,99 m |      |
| 7       | Gerhard Mayer       | Austria     | 62,85 m  | 61,27 m  | 57,11 m  | x        | x        | 60,58 m  | 62,85 m |      |
| 8       | Markus Münch        | Germania    | 60,27 m  | 61,25 m  | x        |          |          |          | 61,25 m |      |
| 9       | Ercüment Olgundeniz | Turchia     | 60,92 m  | x        | x        |          |          |          | 60,92 m |      |
| 10      | Erik Cadée          | Paesi Bassi | x        | 60,49 m  | 60,58 m  |          |          |          | 60,58 m |      |
| 11      | Lawrence Okoye      | Regno Unito | 55,99 m  | 60,09 m  | 57,00 m  |          |          |          | 60,09 m |      |
| dq      | Zoltán Kővágó       | Ungheria    | 65,45 m  | 62,07 m  | x        | 63,77 m  | 63,66 m  | 66,42 m  | 66,42 m |      |